# 주대만 미군
주대만 미군(중국어 정체자: 駐台美軍, 한자음: 주대 미군, 영어: United States Forces Taiwan) 혹은 주타이완 미군은 중화민국이 실효 지배중인 대만에 주둔했었던 미군이다.

## 역사
1949년 11월 30일, 중화민국의 임시수도인 난징이 함락되면서 중화민국 정부의 대만으로의 국부천대 및 중화민국 국군의 대만으로의 대철수하게 되므로서 제2차 국공 내전은 끝맺었다.
1950년 6월 25일 새벽에 발발한 한국 전쟁을 기점으로 공산진영과의 긴장감이 고조되자, 이틀 후의 6월 27일에 미국은 일본 열도에 주둔하고 있던 제7함대에 명령하여 분견대를 조직하여 대만 본섬으로 정기적으로 순찰을 보내기 시작하였다. 
1954년 9월에 발발한 제1차 대만 해협 위기로 미국과 중화민국은 미국-중화민국 상호방위조약(중미공동방어조약)을 맺었다. 
1955년 미국 상원에서 대만 결의안을 통과시키고 제34대 미국 대통령 드와이트 D. 아이젠아워의 서명하였다.
마지막으로 1979년 12월 31일에 미국-중화민국 상호방위조약이 폐지되었다.

### 미국-중화민국 단교 이후
2022년 1월 7일, 미국 국방부에서 주대만 미군 군사고문단의 재설립을 공표하였다. 2023년, 미국에서 파견한 2백여명 가량의 교관이 육군훈련소와 후비여단에 배치되었다.

## 5.24 사건
1957년 5월 24일 주타이베이 미국 대사관에서 일어난 레이놀드스 시위(Reynolds riot)로도 알려진 반미 시위 사건이었다. 3월 20일에 로버트 G. 레이놀드스 Sgt가 친구의 결혼식에 참석하기 위해 양밍산 미군 기숙사 곁을 지나가던 혁명실천연구원 학원생이자 중화민국 육군 소교인 류즈란(劉自然, 유자연, 영어: Liu Ziran)에게 .22 구경 리볼버를 두 발 쐈다. 그는 즉사하였고, 군사고문관으로 근무하는 레이놀드스가 가진 외교면책특권 때문에 주대만 미국 군사경찰대에게 체포를 거부당하자, 반미 시위로 이어졌다.

## 조직
- 미군 협방 타이완 사령부 (USTDC) - 타이완성 타이베이시, 현재 타이베이 시립미술관
- 주대만 미국 군사고문단 (MAAG-China)

### 주대만 미국 육군
- 제71방공포병연대
- 미국 육군 대만 물자국 (U.S. Army Taiwan Material Agency)
- 제82공수사단, 1개 여단; 1960년대

### 주대만 미국 해군
- 제7함대 분견대
- 미국 해군 제2의학연구소(U.S. Naval Medical Research Unit No. 2)

### 주대만 미국 공군
- 제327항공사단
- 제6987보안전대 (미국 공군 보안근무대)
- 제18전투비행단
- 제314병력수송단
- 제374항공수송단
- 제405전투비행단

## 시설
지금도 쓰이거나 흔적 만이 남아있는 관련 시설은 다음과 같다.
- 타이베이 미국 학교
- 타이난 미국 학교
- 양밍산 미군 기숙사
- 톈무 화이트 하우스
- 숭위안 별관

## 같이 보기
- 주한 미군
- 주일 미군